# L'Art d'aimer (film, 2011)
Pour les articles homonymes, voir L'Art d'aimer (homonymie).
Pour plus de détails, voir Fiche technique et Distribution.
L’Art d’aimer est un  film français écrit et réalisé par Emmanuel Mouret, sorti en 2011, avec Judith Godrèche, François Cluzet, Frédérique Bel, Elodie Navarre et Julie Depardieu.

## Synopsis
Zoé propose à sa meilleure amie Isabelle de se faire du bien avec son propre mari. Achille est bien seul quand il rencontre sa nouvelle voisine avec laquelle il pense qu'il pourrait avoir une aventure, mais cela ne se passe pas comme prévu. Amélie ayant une haute opinion de la fidélité demande à une amie célibataire Isabelle de la remplacer auprès de son meilleur ami et hypothétique amant Boris. Emmanuelle veut quitter son compagnon Paul pour vivre ses fantasmes en toute liberté. Vanessa avoue à son amoureux qu'elle souhaiterait coucher avec un collègue étant donné leur accord réciproque de liberté conjugale : plus facile à dire qu'à faire. Cinq histoires sur l'art d'aimer dont les personnages se croisent au gré du hasard.

## Fiche technique
- Titre : L’Art d’aimer
- Réalisation et scénario : Emmanuel Mouret
- Directeur de la photographie : Laurent Desmet
- Montage : Martial Salomon
- Décors : David Faivre
- Producteurs : Georges Bermann et Frédéric Niedermayer
- Production : Moby Dick Films, Cinémage 5
- Genre : comédie romantique, choral
- Distribution : Pyramide Distribution (France), K-Films Amérique (Québec)
- Durée : 85 minutes
- Dates de sortie : 
  - France 23 novembre 2011
  - Québec 30 novembre 2011 (Festival de films Cinemania) 27 janvier 2012 (sortie en salle)

## Distribution
- Judith Godrèche : Amélie
- Julie Depardieu : Isabelle, libraire célibataire
- Élodie Navarre : Vanessa
- Laurent Stocker : Boris, le meilleur ami d'Amélie, libraire
- François Cluzet : Achille
- Frédérique Bel : la voisine d'Achille
- Pascale Arbillot : Zoé, la meilleure amie d'Isabelle
- Gaspard Ulliel : William, le petit ami de Vanessa
- Emmanuel Mouret : Louis, collègue amoureux de Vanessa
- Ariane Ascaride : Emmanuelle
- Philippe Magnan : Paul, le compagnon d'Emmanuelle
- Stanislas Merhar : Laurent, musicien en quête du vrai amour
- Louis-Do de Lencquesaing : Ludovic, le compagnon d'Amélie
- Michaël Cohen : Jérémy, le mari de Zoé
- Philippe Torreton : le narrateur (voix)